# 1713
| [ Edytuj tabelę ]              | |
| Król Polski                    | - 1709 August II Mocny 1733 |
| Król Afganistanu               | - 1709 Mir Wajs Chan 1715 |
| Współksiążęta Andory           | - 1695 Julià Cano i Thebar 1714 - 1643 Ludwik XIV 1715 |
| Elektor Bawarii                | - 1679 Maksymilian II Emanuel 1726 |
| Sułtan Brunei                  | - 1705 Hussin Kamaluddin 1730 |
| Cesarz Chin                    | - 1661 Kangxi 1722 |
| Król Czech                     | - 1711 Karol VI Habsburg 1740 |
| Król Danii                     | - 1699 Fryderyk IV 1730 |
| Dalajlama                      | - 1708 Kelzang Gjaco 1757 |
| Cesarz Etiopii                 | - 1711 Justus 1716 |
| Król Francji                   | - 1643 Ludwik XIV 1715 |
| Król Hiszpanii                 | - 1700 Filip V 1724 |
| Landgraf Hesji-Kassel          | - 1670 Karol I Heski 1730 |
| Stadhouder Holandii            | - 1702 drugi okres bez stadhoudera 1747 |
| Szach Iranu                    | - 1694 Sultan Husajn 1722 |
| Państwo Wielkich Mogołów       | - 1712 Dżahandar Szah 1713 - 1713 Furrukhsijar 1719 |
| Król Irlandii                  | - 1702 Anna Stuart 1714 |
| Cesarz Japonii                 | - 1709 Nakamikado 1735 |
| Kalif                          | - 1703 Ahmed III 1736 |
| Patriarcha Konstantynopola     | - 1711 Cyryl IV 1713 - 1713 Cyprian I 1714 |
| Władca Korei                   | - 1674 Sukjong 1720 |
| Książę Liechtensteinu          | - 1712 Józef Wacław 1718 |
| Sułtan Maroka                  | - 1672 Maulaj Isma’il 1727 |
| Książę Monako                  | - 1701 Antoni I 1731 |
| Król Nawarry                   | - 1710 Ludwik XV 1774 |
| Król Norwegii                  | - 1699 Fryderyk IV 1730 |
| Sułtan Omanu                   | - 1711 Sultan II ibn Sajf 1719 |
| Elektor Palatynatu             | - 1690 Jan Wilhelm 1716 |
| Papież                         | - 1700 Klemens XI 1721 |
| Książę Parmy i Piacenzy        | - 1694 Franciszek 1727 |
| Król Portugalii                | - 1706 Jan V 1750 |
| Król w Prusach                 | - 1701 Fryderyk I 1713 - 1713 Fryderyk Wilhelm I 1740 |
| Car Rosji                      | - 1682 Piotr I Wielki 1725 |
| Cesarz Rzymski (niemiecki)     | - 1711 Karol VI Habsburg 1740 |
| Kapitanowie Regenci San Marino | - 1712 Gian Giacomo Angeli Bartolomeo Bedetti 1713 - 1713 Giovanni Antonio Belluzzi Giovanni Antonio Fattori 1713 - 1713 Giuliano Belluzzi Tommaso Ceccoli 1714 |
| Elektor Saksonii               | - 1694 Fryderyk August I (król Polski) 1733 |
| Król Szwecji                   | - 1697 Karol XII 1718 |
| Król Tajlandii                 | - 1709 Tai Sa 1733 |
| Sułtan Turków                  | - 1703 Ahmed III 1730 |
| Doża Wenecji                   | - 1709 Giovanni Cornaro 1722 |
| Król Węgier                    | - 1711 Karol III 1740 |
| Monarcha Wielkiej Brytanii     | - 1707 Anna Stuart 1714 |

Rok 1713 / MDCCXIII
stulecia: XVII wiek ~
XVIII wiek ~
XIX wiek

lata: 1703 «
1708 «
1709 «
1710 «
1711 «
1712 «
1713
» 1714
» 1715
» 1716
» 1717
» 1718
» 1723

## Wydarzenia w Polsce
- Na Uniwersytecie Jagiellońskim wprowadzono kursy języków nowożytnych (francuskiego i niemieckiego).
- Saska armia wkroczyła do Polski, pod pretekstem zagrożenia ze strony Turcji.
- Królestwo Prus przyłączyło Szczecin. Zgodę Szwedów uzyskało w 1719 roku.

## Wydarzenia na świecie
- 9 stycznia – III wojna północna: wojska szwedzkie spaliły miasto Altona (od 1938 roku dzielnica Hamburga).
- 1 lutego – mieszkańcy Bender nad Dniestrem zbuntowali się przeciwko internowanym tam resztkom armii szwedzkiej króla Karola XII, rozbitej 3,5 roku wcześniej w bitwie pod Połtawą przez Rosjan. Król został pojmany i osadzony w areszcie domowym w Konstantynopolu, a szwedzka enklawa Karlstad zlikwidowana.
- 25 lutego – Fryderyk Wilhelm I został królem Prus.
- 16 marca – w Liptowskim Mikułaszu rozpoczął się proces Janosika.
- 17 marca lub 18 marca – w Liptowskim Mikułaszu Juraj Jánošík został stracony przez powieszenie na haku za lewe żebro.
- Kwiecień – pokój w Adrianopolu między Rosją a Turcją.
- 11 kwietnia – traktatem pokojowym zawartym w Utrechcie zakończyła się prowadzona w Europie wojna o sukcesję hiszpańską, a także - prowadzona równolegle w koloniach w Ameryce Północnej - wojna królowej Anny; na mocy jednego z postanowień traktatu Wielka Brytania uzyskała od Hiszpanii Gibraltar.
- 19 kwietnia – cesarz Karol VI wydał tzw. sankcję pragmatyczną, w której ogłoszono, że posiadłości Habsburgów będą niepodzielne oraz będą mogły być dziedziczone przez kobiety.
- Maj – Rosjanie oblegają Helsinki.
- 10 maja – Hiszpanie adaptują prawo salickie z Francji (kobiety nie mogą dziedziczyć tronu).
- 19 maja – niepokoje związane z niedostatkiem żywności i nieurodzajem w Bostonie. Dwustu ludzi atakuje statki i ludzi bogatego handlowca Andrew Belchera, który eksportował zboże z Karaibów.
- 24 czerwca – zawarto pokój adrianopolski kończący wojnę turecko-rosyjską.
- 13 lipca – Hiszpania scedowała Gibraltar na rzecz Wielkiej Brytanii
- 20 sierpnia – Claude de Villars zdobywa dla Francji miasto Landau in der Pfalz.
- 6 października – Szwedzi pokonani przez Rosjan w bitwie pod Pälkäne.
- Listopad – Ulryka Eleonora Wittelsbach członkiem Rady Królewskiej w Szwecji.

- 1713-1715 protestancki teolog Antoine Court (1696-1760) zwany obrońcą protestantyzmu wygłaszał kazania na południu Francji.
- Koniec wydawania czasopisma A Review of the Affairs of France (1704-1713)
- Parlament paryski odmawia zaprzysiężenia bulli papieskiej Unigenitus.
- Jean Orry modernizuje hiszpańską administrację i armię według wzorów francuskich.
- Założenie Real Academia Española.
- Fryderyk Wilhelm I Pruski (władca od lutego) założył nieformalny gabinet: Tabakskollegium.
- Poczdam liczył 1500 mieszkańców (220 domów) stawało się miastem garnizonowym.
- Prusy zawierają porozumienie z Rosją i jej zgodę na przygotowanie przejęcia Szczecina.
- Austriacki architekt Johann Bernhard Fischer von Erlach kończy budowę Karlskirche w Wiedniu. Budowlę ufundował Karol VI Habsburg w podzięce za oddalenie zarazy (dżuma). Była to ostatnia wielka epidemia w Wiedniu. W jej wyniku zmarło 3000 Wiedeńczyków (podczas gdy w 1697 – ponad 6000).
- Zostaje wydana Sankcja pragmatyczna, według której Maria Teresa Habsburg może dziedziczyć tron mimo bycia kobietą. od początku było wiadomo, że państwa wrogie Austrii nie zamierzają przejmować się dokumentem.
- Generał Magnus Stenbock oblężony przez Rosjan i Duńczyków w Tönningen.
- Francuzi ufortyfikowali Louisbourg.
- Colonia del Sacramento powraca do Portugalii (od 1705 – hiszpańskie).
- Państwo Champassak oddzieliło się od Królestwa Wietnamu.

## Urodzili się
- 31 marca - Antoni Kazimierz Ostrowski, polski duchowny katolicki, arcybiskup gnieźnieński i prymas Polski (zm. 1784)
- 6 maja – Charles Batteux, francuski filozof i pedagog (zm. 1780)
- 10 lipca - Anna Rosina Lisiewska, niemiecka malarka pochodzenia polskiego (zm. 1783)
- 5 października – Denis Diderot, francuski pisarz, filozof i encyklopedysta (zm. 1784)
- 12 października – Franciszek Diaz, hiszpański dominikanin, misjonarz, męczennik, święty katolicki (zm. 1748)
- 25 października – Marie-Jeanne Riccoboni, francuska pisarka, publicystka i aktorka
- 1 listopada - Eduard Friedrich von Conradi, niemiecki polityk, burgrabia królewski i burmistrz Gdańska (zm. 1799)
- 24 listopada – Juniper Serra, hiszpański franciszkanin, misjonarz uważany za założyciela kilkunastu miast amerykańskich, święty katolicki (zm. 1784)

## Zmarli
- 1 stycznia – Józef Maria Tomasi, włoski teatyn, kardynał, święty katolicki (ur. 1649)
- 8 stycznia – Arcangelo Corelli, włoski kompozytor baroku (ur. 1653)
- 11 stycznia – Pierre Jurieu, francuski teolog protestancki
- 25 lutego – Fryderyk I Pruski, król Prus (ur. 1657)
- 17 marca lub 18 marca – Juraj Jánošík (Janosik), karpacki zbójnik, słowacki bohater narodowy (ur. 1688)
- 20 września – Franciszek de Posadas, hiszpański dominikanin, błogosławiony katolicki (ur. 1644)

## Święta ruchome
- Tłusty czwartek: 23 lutego
- Ostatki: 28 lutego
- Popielec: 1 marca
- Niedziela Palmowa: 9 kwietnia
- Wielki Czwartek: 13 kwietnia
- Wielki Piątek: 14 kwietnia
- Wielka Sobota: 15 kwietnia
- Wielkanoc: 16 kwietnia
- Poniedziałek Wielkanocny: 17 kwietnia
- Wniebowstąpienie Pańskie: 25 maja
- Zesłanie Ducha Świętego: 4 czerwca
- Boże Ciało: 15 czerwca